# Instituto Canario de Estadística
El Instituto Canario de Estadística (ISTAC) es el órgano central del sistema estadístico autonómico y centro oficial de investigación del Gobierno de Canarias, creado y regulado por la Ley 1/1991, de 28 de enero, de Estadística de la Comunidad Autónoma de Canarias (España). Es un organismo autónomo dependiente de la Consejería de Economía y Hacienda del Gobierno de Canarias y es de carácter administrativo. Posee personalidad jurídica y patrimonio propios.

## Objetivo
El ISTAC tiene entre sus objetivos proveer, con independencia técnica y profesional, información estadística de interés de la Comunidad Autónoma de Canarias (CAC) atendiendo a la fragmentación del territorio y a sus singularidades, y cumpliendo con los principios establecidos en el Código de Buenas Prácticas de las Estadísticas Europeas. Además, es el organismo responsable de la promoción, gestión y coordinación de la actividad estadística pública de la CAC, asumiendo el ejercicio de la competencia estatutaria prevista en el artículo 30, apartado 23, del Estatuto de Autonomía de Canarias.